# Basilia daganiae
Basilia daganiae är en tvåvingeart som beskrevs av Theodor 1954. Basilia daganiae ingår i släktet Basilia och familjen lusflugor. Inga underarter finns listade i Catalogue of Life.